# エレクトリカル・ストーム
「エレクトリカル・ストーム」（Electrical Storm）は2002年にシングルリリースされたU2の曲。

## 概要
『The Best of 1990–2000』のために作られた曲で、ある部屋でカップルが窓から嵐が迫りくる空模様を眺めながら、2人の関係の危うさを思っているというシチュエーションに託して、アメリカに対する不安感を歌った曲。シングルには「William Orbit Mix」と「Band Version」が収録されているが、シングルがリリースされる前にRadio Oneが流した「Radio One Mix」がある。長らくライブで演奏されなかったが、360度ツアーの際、1009年7月2日のバルセロナ公演、7月8日のミラノ公演、8月1日のヨーテボリ公演で演奏された。

## 収録曲

### Version 1 CD（日本盤）
1. Electrical Storm (William Orbit Mix)
2. New York (Nice Mix)
3. New York (Nasty Mix)
4. Electrical Storm (Band Version)
5. Bad / 40 / Where The Streets Have No Name (Live From Boston)

### Version 2 CD（UK盤）
1. Electrical Storm (William Orbit Mix)
2. New York (Nice Mix)
3. New York (Nasty Mix)

### Version 3 CD（UK盤）
1. Electrical Storm (Band Version)
2. Bad / 40 / Where The Streets Have No Name (Live From Boston)

### Version 4 CD（ヨーロッパ盤）
1. Electrical Storm (William Orbit Mix)
2. Electrical Storm (Band Version)

### Version 5 DVD（UK、ヨーロッパ盤）
1. Electrical Storm (William Orbit Mix)
2. Electrical Storm (Video)
3. Interview with Larry Video/Photo Gallery

## PV
- 監督：アントン・コービン
- プロデューサー：リチャード・ベル
- プロダクション：State Ltd.
- 編集：ジェームズ・コール
- D.O.P.：フェドン・パパマイケル
- ロケ地：エズ、ロンドン
- 撮影日：2002年8月21日
- リリース日：2002年9月17日

ラリー・ミューレンの相手役はイギリスの女優サマンサ・モートン。「Pride」で失態を犯し、「One」と「Please」でそれなりの仕事をしたものの、やや図式的な作品で、表現としてはいかがものかと思われたコービンが、ようやく面目躍如した渾身の一作。ラリーの役者開眼のきっかけになった。

## 評価
- 2002年ヴィレッジ・ボイスPazz＆Jopベストシングル第109位[4]